# Cryptodiaporthe oxystoma
Cryptodiaporthe oxystoma är en svampart som först beskrevs av Rehm, och fick sitt nu gällande namn av Z. Urb. 1957. Cryptodiaporthe oxystoma ingår i släktet Cryptodiaporthe och familjen Gnomoniaceae.   Inga underarter finns listade i Catalogue of Life.
I den svenska databasen Dyntaxa används istället namnet Valsa oxystoma för samma taxon.  Arten är reproducerande i Sverige.